# Mortoniella rancura
Mortoniella rancura là một loài Trichoptera trong họ Glossosomatidae. Chúng phân bố ở miền Tân bắc.